# Піотон (Іллінойс)
Піотон (англ. Peotone) — селище (англ. village) в США, в окрузі Вілл штату Іллінойс. Населення — 4150 осіб (2020).

## Географія
Піотон розташований за координатами 41°19′53″ пн. ш. 87°47′35″ зх. д. / 41.33139° пн. ш. 87.79306° зх. д. (41.331512, -87.792980).  За даними Бюро перепису населення США в 2010 році селище мало площу 4,86 км², з яких 4,86 км² — суходіл та 0,01 км² — водойми.

## Демографія
Згідно з переписом 2010 року, у селищі мешкали 4142 особи в 1518 домогосподарствах у складі 1123 родин. Густота населення становила 852 особи/км².  Було 1582 помешкання (325/км²).
Расовий склад населення:
| - 96,4 % — білих - 0,8 % — чорних або афроамериканців - 0,3 % — азіатів - 0,2 % — корінних американців - 1,1 % — осіб інших рас |

До двох чи більше рас належало 1,3 %. Частка іспаномовних становила 5,0 % від усіх жителів.
За віковим діапазоном населення розподілялося таким чином: 27,5 % — особи молодші 18 років, 61,4 % — особи у віці 18—64 років, 11,1 % — особи у віці 65 років та старші. Медіана віку мешканця становила 37,6 року. На 100 осіб жіночої статі у селищі припадало 97,9 чоловіків;  на 100 жінок у віці від 18 років та старших — 94,2 чоловіків також старших 18 років.
Середній дохід на одне домашнє господарство  становив 82 805 доларів США (медіана — 78 506), а середній дохід на одну сім'ю — 95 254 долари (медіана — 87 028). Медіана доходів становила 65 403 долари для чоловіків та 42 446 доларів для жінок. За межею бідності перебувало 3,8 % осіб, у тому числі 3,7 % дітей у віці до 18 років та 2,1 % осіб у віці 65 років та старших.
Цивільне працевлаштоване населення становило 2191 осіб. Основні галузі зайнятості: роздрібна торгівля — 18,3 %, освіта, охорона здоров'я та соціальна допомога — 16,2 %, науковці, спеціалісти, менеджери — 12,2 %, мистецтво, розваги та відпочинок — 10,0 %.